# Adorátorky Nejsvětějšího Srdce Ježíšova z Montmartre
Adorátorky Nejsvětějšího Srdce Ježíšova z Montmartre (francouzsky Adoratrices du Sacré-Cœur de Jésus de Montmartre, latinsky Congregatio Adoratricum Sanctissimi Cordis Iesu de Monte Martyrum) je ženská katolická řeholní kongregace, jejíž zkratkou je O.S.B.

## Historie

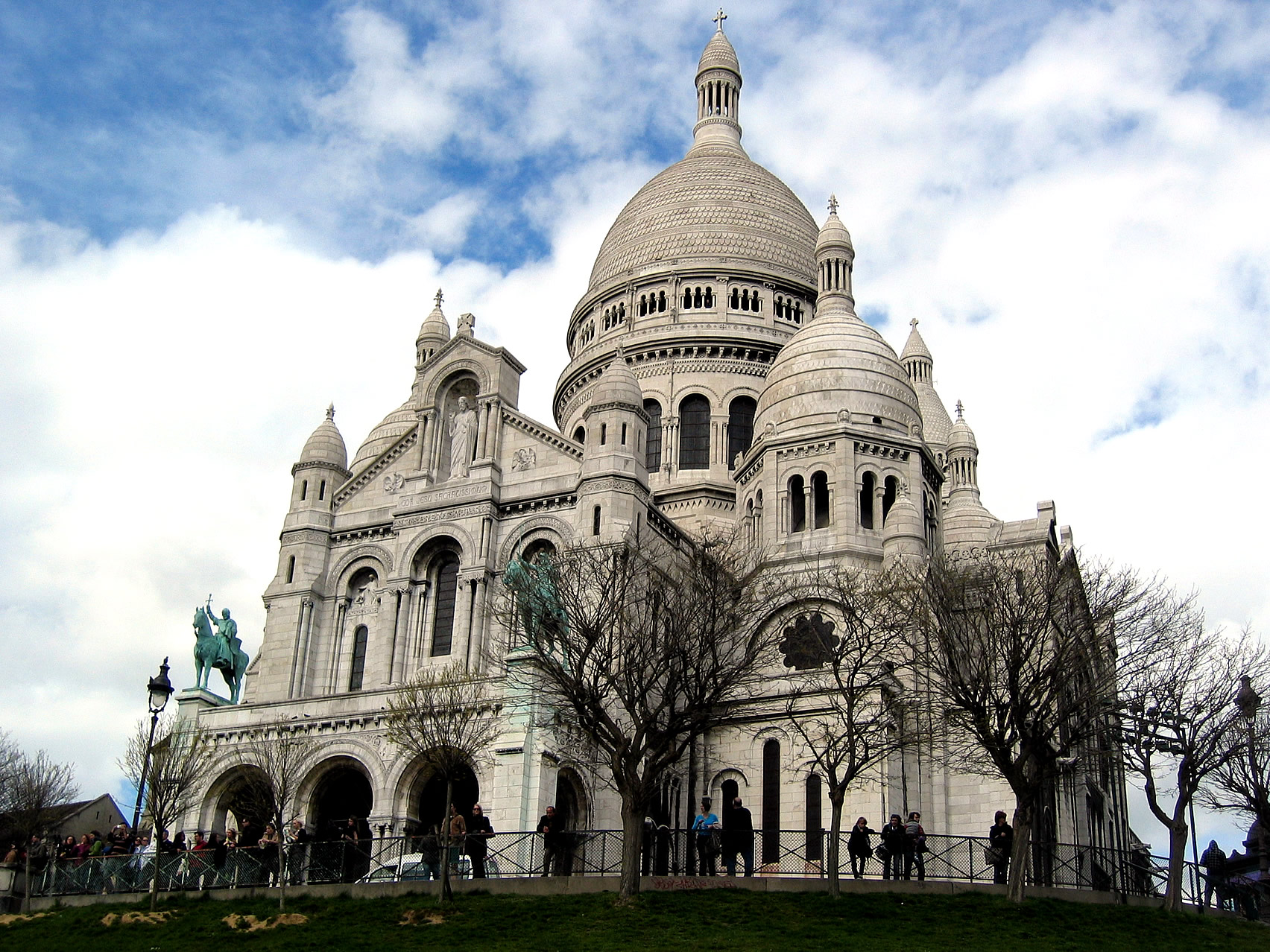
Bazilika Nejsvětějšího Srdce Ježíšiova na Montmartru

Po zasvěcení baziliky Nejsvětějšímu Srdci Ježíšovu v Paříži vznikla zde 21. června 1867 komunita žen pod vedením dominikánského kněze Francise Balmeho. Tato komunita byla zasvěcena věčnému ctění Nejsvětější svátosti. Dne 4. března 1898 schválil arcibiskup François-Marie-Benjamin Richard jejich stanovy a jmenoval první představenou, kterou se stala Adele Garnier. Ta získala řeholní jméno Marie od svatého Petra a je považována za zakladatelku tohoto společenství.
Roku 1901 byly sestry nuceny odejít z náboženských důvodů z Francie a uchýlily se do Velké Británie pod ochranu westminsterského arcibiskupa Herberta Vaughana.
Dne 19. července 1930 získala kongregace papežské schválení a 24. ledna 1964 byla přiřazena ke společenství benediktinského řádu.
Roku 1945 byla komunita sester v Louvigné-du-Désert oddělena od mateřského domu v Británii a francouzská část získala jméno Benediktinky od Nejsvětějšího Srdce Ježíšova z Montmartre.

## Aktivita a rozšíření
Sestry jsou kontemplativním společenstvím, proto se věnují eucharistickým a liturgickým úkonům.
Působí v Austrálii, Irsku, na Novém Zélandu, v Peru a Velké Británii; hlavní sídlo se nachází v Londýně.
K 31. prosinci 2005 měla kongregace 72 řeholnic v 9 domech.
Benediktinky od Nejsvětějšího Srdce Ježíšova z Montmartre měly k roku 2005 celkem 105 sester v 10 domech; jejích hlavní sídlo je v Paříži.